# Incense and Peppermints
«Incense and Peppermints» es una canción interpretada por la banda estadounidense Strawberry Alarm Clock. Fue publicada el 19 de mayo de 1967 como el único sencillo de su álbum debut del mismo nombre.
«Incense and Peppermints» debutó en el puesto número 88 en el Billboard Hot 100. El sencillo fue certificado disco de oro por la Recording Industry Association of America (RIAA) el 19 de diciembre de 1967 por ventas de un millón copias.

## Composición y arreglos
La canción fue compuesta por John S. Carter y Tim Gilbert. Fue producida por Frank Slay y Bill Holmes. Musicalmente, «Incense and Peppermints» ha sido descrita como una canción de psychedelic rock, acid rock, y psychedelic pop. La canción presenta líneas de guitarra y órgano que se arremolinan, con la voz de ensueño del vocalista principal Greg Munford que complementa perfectamente la atmósfera alucinante de la canción.

## Posicionamiento

### Gráfica semanal
| Gráfica (1967)                     | Pico de posición |
| ---------------------------------- | ---------------- |
| Australia (Go-Set)                 | 35               |
| Canadá (RPM Top Singles)           | 20               |
| Estados Unidos (Billboard Hot 100) | 1                |
| Estados Unidos (Cashbox Top 100)   | 1                |

### Gráfica de fin de año
| Gráfica (1967)                     | Pico de posición |
| ---------------------------------- | ---------------- |
| Canadá (RPM Top Singles)           | 43               |
| Estados Unidos (Billboard Hot 100) | 23               |
| Estados Unidos (Cashbox Top 100)   | 27               |

## Certificaciones y ventas
| País                  | Certificación | Ventas    |
| --------------------- | ------------- | --------- |
| Estados Unidos (RIAA) | Oro           | 1,000,000 |